# Psychoda erratilis
Psychoda erratilis és una espècie d'insecte dípter pertanyent a la família dels psicòdids.

## Descripció
- La femella fa 0,70-0,79 mm de llargària a les antenes (0,82-0,87 en el cas del mascle), mentre que les ales li mesuren 1,17-1,67 de longitud (1-1,45 en el mascle) i 0,42-0,62 d'amplada (0,42-0,52 en el mascle).[2]

## Distribució geogràfica
Es troba a Papua Nova Guinea.